# نيفيل بلاك
نيفيل بلاك (بالإنجليزية: Neville Black)‏ هو لاعب اتحاد الرغبي نيوزلندي، ولد في 25 أبريل 1925 في Kawakawa, New Zealand ‏ في نيوزيلندا، وتوفي في 24 يناير 2016 في روتوروا في نيوزيلندا.